# Nonsense
"Nonsense"는 사브리나 카펜터의 노래이다. 이 곡은 그녀의 다섯 번째 스튜디오 앨범 《Emails I Can't Send》의 네 번째 싱글이다.